# BRD
BRD este un acronim neoficial pentru Bundesrepublik Deutschland (Republica Federală Germania sau RFG). Deși neoficial, BRD a fost larg folosit de către autoritățile comuniste și locuitorii din RDG (DDR), în perioada 1949 - 1990, pentru a desemna RFG sau Germania de Vest, stat aflat în sfera de influență a democrațiilor occidentale și a Statelor Unite ale Americii. Prescurtarea neoficială BRD, care sublinia diferența față de DDR, avea însă o conotație politică disprețuitoare, din care cauză acronimul nu s-a utilizat în RFG aproape deloc.
Întrucât reunificarea Germaniei, petrecută în decursul anului 1990 și prezentată lumii la 3 octombrie 1990 (ziua națională a Germaniei reunite), a constat juridic din adoptarea în fosta RDG a constituției RFG-ului (Grundgesetz) și a tuturor legilor sale, precum și din încetarea existenței RDG ca entitate juridică, acronimul BRD a devenit și mai puțin folosit, întâlnindu-se din ce în ce mai rar.

## Istorie

Zonele de ocupație aliate în Germania postbelică: britanică (verde), sovietică (roșie), americană (portocalie), franceză (albastră)

Numele oficial a fost și este Bundesrepublik Deutschland ("Republica Federală Germania"). Numele, chiar dacă la început se referea doar la republica stabilită în zonele de ocupație ale celor trei aliați occidentali, avea să reflecte un nume pentru toată Germania, prin urmare, era vorba în special de includerea termenului Deutschland ("Germania"). Aceasta corespundea spiritului constituției de atunci a Germaniei de Vest, Constituția Germaniei, permițând tuturor statelor sau landurilor, pe atunci sub control aliat, să adere la noua Republică Federală. În 1949, primele unsprezece landuri din zonele de ocupație ale aliaților occidentali, împreună cu Berlinul de Vest, au făcut acest lucru. Acesta din urmă a fost însă împiedicat de obiecțiile Aliaților, deoarece orașul era o zonă de ocupație a tuturor celor patru aliați. Saarlandul a aderat și el începând cu 1 ianuarie 1957, în timp ce „noile landuri” din est au făcut-o la 3 octombrie 1990, inclusiv Berlinul reunificat.